# Aree naturali protette della Liguria
Le aree naturali protette della Liguria comprendono un parco nazionale, otto parchi regionali e altre aree minori che coprono quasi il 12% del territorio regionale, per una superficie complessiva di circa 60 000 ettari .

## Parchi nazionali
- Parco nazionale delle Cinque Terre

## Parchi regionali
- Parco naturale regionale dell'Antola
- Parco naturale regionale dell'Aveto
- Parco naturale regionale del Beigua
- Parco naturale regionale di Bric Tana
- Parco naturale regionale di Porto Venere
- Parco naturale regionale di Montemarcello-Magra-Vara
- Parco naturale regionale di Piana Crixia
- Parco naturale regionale di Portofino
- Parco naturale regionale delle Alpi Liguri

## Riserve statali
- Riserva naturale Agoraie di sopra e Moggetto

## Riserve regionali
- Riserva naturale regionale di Bergeggi
- Riserva naturale regionale dell'Isola di Gallinara
- Riserva naturale regionale di Rio Torsero

## Aree marine protette
- Area marina protetta Cinque Terre
- Area naturale marina protetta Portofino
- Area marina protetta Isola di Bergeggi

## Altre aree protette
- Zone di protezione speciale della Liguria
- Riserva naturalistica dell'Adelasia
- Santuario dei Cetacei
- Giardino Botanico di Pratorondanino
- Giardini botanici Hanbury
- Oasi del Nervia
- Oasi del Monte Dente (gestita da Lipu)
- Oasi di Arcola (gestita da Lipu) - non inclusa nell'EUAP